# Frühkirchliche Einfriedung
Die frühkirchliche Einfriedung (irisch imfhálú eaglasta, englisch early ecclesiastical enclosure; französisch enclos paroissial) ist ein noch wenig erforschtes Phänomen in der irischen, walisischen und bretonischen Landschaft, das fragmentarisch oder nahezu vollständig erhalten bis heute existiert. In manchen Fällen hat sogar die komplette Einfassung, bestehend aus Graben, Wall oder Mauer, überlebt, oft ist jedoch nur noch der alte Umriss, der aus der Luft als Feldgrenze, bestehend aus Bewuchsmerkmalen (englisch cropmarks) oder niedrigen gekrümmten Erdwällen, in der ansonsten durch lineare Abgrenzungen gekennzeichneten Landschaft erkennbar ist.

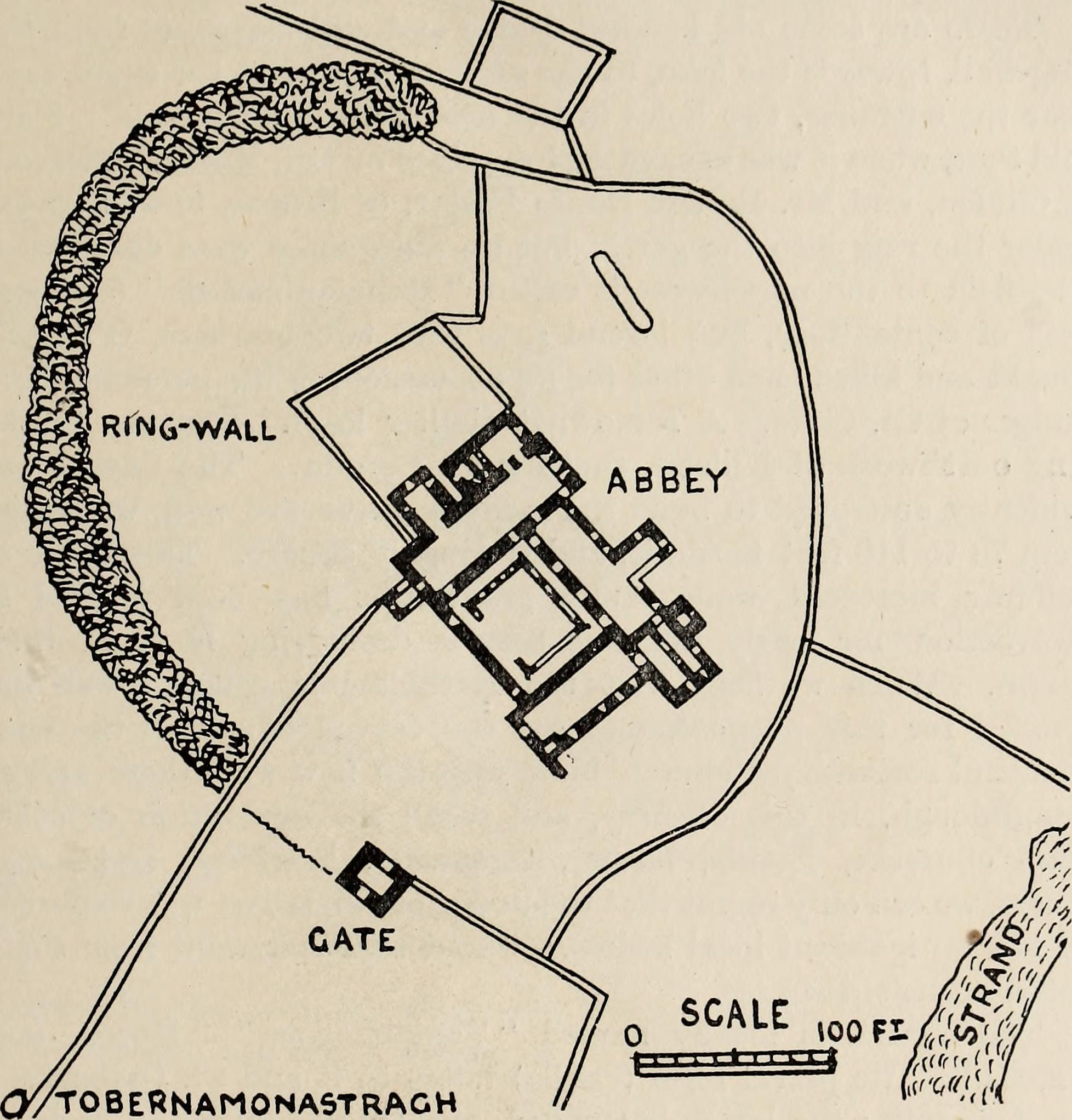
Plan von Canon Island

## Geschichte
Die Entstehungszeit dieser Temene ist unbestimmt und nicht zu verwechseln mit der von Raths und Duns und wohl aber eine Nachnutzung vor allem ersterer. Ein Teil der frühen Kirchen, einschließlich der sie umgebenden Friedhöfe, sind noch von großen runden oder ovalen Gehegen mit Durchmessern zwischen 30 und 400 m umfasst. Die eingefriedeten Areale sind älter und mitunter deutlich größer als der bebaute bzw. genutzte frühchristliche Komplex im Inneren, was zeigt, dass sie älter sind.
Auf diese Weise wurden eine frühchristliche, meist nur als Ruine erhaltene Kirche, ihr Friedhof und die vergangenen Holzhäuser eines kleinen, oftmals jedoch erst viel später entstandenen Dorfes, mitunter auch einer Kleinstadt umschlossen. In einigen Fällen gibt es keinen regelrechten Friedhof oder nur einen ohne Grabsteine bzw. Inschriften. Solche Plätze wurden als Cillin, für die Bestattung ungetaufter Kinder verwendet. Oft finden sich auch Bullauns oder Heilige Quellen innerhalb der Einfriedungen (Canon Island und Holy Island im River Shannon bzw. im Lough Derg), was anzeigt, dass der Platz bereits zuvor kultisch genutzt wurde. 

## Irland
Inishmurray ist eine unbewohnte Insel sieben Kilometer vor der Küste des County Sligo, in Irland. Auf der 1600 m langen, etwa 800 m breiten und maximal 22 m hohen Insel wurde im 6. Jahrhundert ein umwalltes Kloster gegründet, das als Beispiel einer frühkirchlichen Einfriedung gilt.
Im County Clare sind 23 solcher Einfriedungen erfasst, darunter Ballyallaban im Burren. Gut erhaltene liegen auf Canon Island im Shannon und der heute nur noch als Friedhof genutzte Bereich am östlichen Ortsrand von Tulla. Eine noch von ihrer Mauer umschlossene Einfriedung ist Moyne, in der Nähe von Shrule im County Mayo. Ein städtisches Beispiel ist das Klostergelände in Lusk (bekannt durch den Rundturm) im County Fingal, wo das moderne Straßennetz der Grenze der alten Einfriedung folgt. Kilkieran im County Kilkenny wurde im Jahre 1985 ausgegraben. Im County Wexford liegen 15 dieser Einhegungen. Die Einfriedung von Kildreelig liegt an den Hängen des Bolus Head im County Kerry.

## Frankreich
Im Jahre 1989 gab es eine Präsentation von Forschungsarbeiten zu Dörfern im Languedoc (Südfrankreich). Diese Dörfer hatten bemerkenswerte Ähnlichkeiten mit irischen Einhegungen, aber bis heute hat keine Untersuchung dieser offensichtlichen Ähnlichkeiten stattgefunden.
Die umfriedeten Pfarrbezirke der Bretagne sind erst im 16. und 17. Jahrhundert entstanden. Die bedeutendsten befinden sich in Argol, Bodilis, Commana, Guimiliau, Lampaul-Guilmiliau, La Martyre, Pleyben, Plougastel-Daoulas, Plougonven, Runan, Saint-Suliac, Saint-Thégonnec und Sizun.

## Wales
In den Jahren 2002 und 2003 wurden in Pembrokeshire 154 Standorte in Luftbildern erkannt und bei Exkursionen bestätigt.